# Novi Txirkei
Novi Txirkei (en rus: Новый Чиркей) és un poble del Daguestan, a Rússia, que el 2019 tenia 6.874 habitants. Pertany al districte rural de Kiziliurt.